# Separatismo no Reino Unido

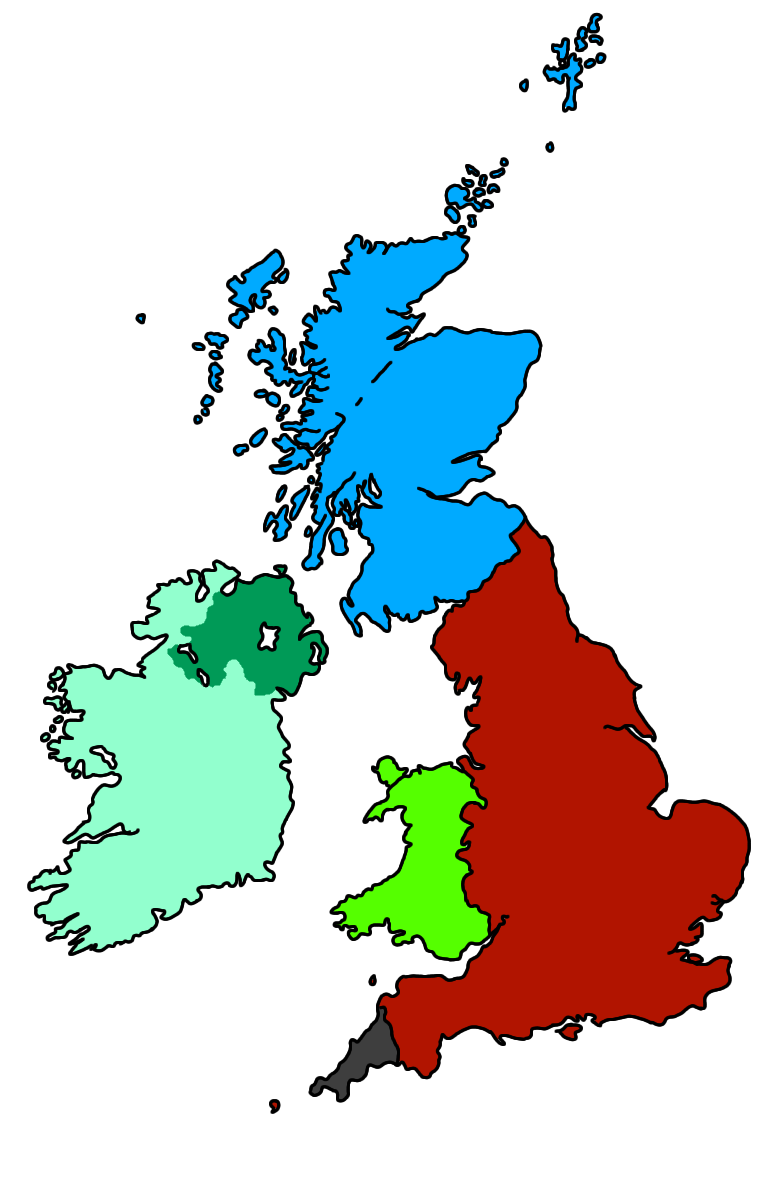
Movimentos separatistas notáveis no Reino Unido

O Separatismo no Reino Unido pode se referir à secessão de qualquer um dos países do Reino Unido (Inglaterra, Escócia, Irlanda do Norte e País de Gales) da união. Existem movimentos menos significativos de separatismo, como o da Cornualha, na Inglaterra.

## Principais movimentos

### Inglaterra

Inglaterra (vermelho escuro) dentro do Reino Unido

No nível político, alguns nacionalistas ingleses defenderam o autogoverno da Inglaterra. Isso poderia assumir a forma de um Parlamento Inglês descentralizado dentro do Reino Unido ou do restabelecimento de um estado soberano independente da Inglaterra fora do Reino Unido. 
Os Democratas Ingleses são um partido político nacionalista inglês que pede a criação de um Parlamento inglês descentralizado dentro de um Reino Unido federal. 

### Escócia

Escócia (azul escuro) dentro do Reino Unido

A independência escocesa é apoiada principalmente pelo Partido Nacional Escocês, mas outros partidos também apoiam a independência. Outros partidos pró-independência que tiveram representação no Parlamento escocês incluem o Partido Verde Escocês,  o Partido Socialista Escocês e o Solidariedade. Nas eleições parlamentares escocesas de 2016, 69 dos 129 assentos disponíveis foram conquistados por partidos pró-independência (63 SNP e 6 Verdes). O movimento de independência é composto por muitas facções com visões políticas variadas. O SNP quer que a Escócia mantenha a monarquia (ver união pessoal) e se torne um reino independente da Comunidade Britânica, semelhante ao Canadá ou à Austrália. Outros — como o SSP e o Solidariedade — querem que a Escócia se torne uma república independente. O SSP liderou protestos republicanos e foi o autor da Declaração de Calton Hill, apelando a uma república independente. 

### Reunificação irlandesa

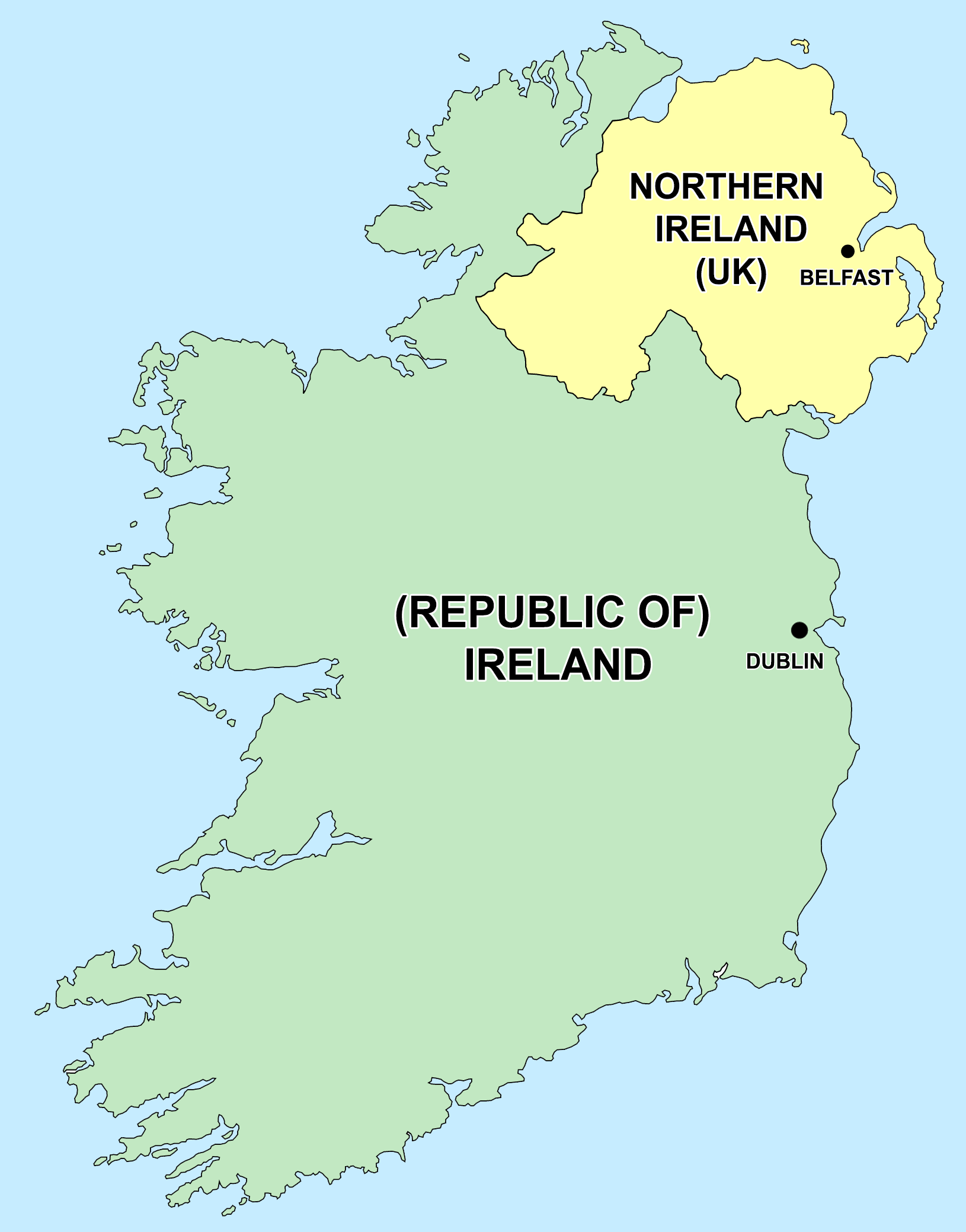
Mapa político atual da Irlanda

A Irlanda do Norte faz parte do Reino Unido, mas tem uma população nacionalista substancial que preferiria fazer parte de uma Irlanda Unida. Na Irlanda do Norte, o termo "nacionalista" é usado para se referir àqueles que buscam a reunificação irlandesa por meios constitucionais. Uma vertente mais militante do nacionalismo, tradicionalmente associada ao partido Sinn Féin, é geralmente descrita como "republicana" e era considerada algo distinta, embora o partido moderno se declare um partido constitucional comprometido exclusivamente com meios pacíficos e democráticos.  A contrapartida do nacionalismo é o unionismo, que busca manter a união com o Reino Unido, novamente por meios constitucionais. A vertente mais militante do Unionismo é chamada de Lealismo. 
A Irlanda do Norte, assim como a Escócia, votou pela permanência no referendo da UE. Um fator nessa votação foi o medo de uma fronteira rígida e perturbadora entre a Irlanda do Norte e a República da Irlanda, bem como os temores de que tal fronteira pudesse levar ao colapso do Acordo de Sexta-Feira Santa (Acordo de Belfast). O descontentamento dos unionistas (e particularmente dos legalistas) com o Protocolo da Irlanda do Norte (um protocolo ao acordo de saída do Brexit) e a consequente fronteira do Mar da Irlanda que ele implicou, também ameaçou a estabilidade do Acordo. 

### País de Gales

País de Gales (verde escuro) dentro do Reino Unido

A independência galesa (em galês: Annibyniaeth i Gymru) é um ideal político defendido por alguns partidos políticos, grupos de defesa e pessoas no País de Gales que gostariam que o País de Gales se separasse do Reino Unido e se tornasse um estado soberano independente. Essa ideologia é promovida principalmente pelo partido nacionalista galês, Plaid Cymru, e pela campanha não partidária YesCymru. 

## Movimentos menores

### Cornualha

Cornualha (vermelho) dentro do Reino Unido

A Liga Celta e o Congresso Celta têm uma filial na Cornualha e reconhecem a Cornualha como uma nação celta, juntamente com a Ilha de Man, Irlanda, Escócia, País de Gales e Bretanha. A liga é um grupo de pressão política que faz campanha pela independência e cooperação celta.  Mebyon Kernow é um partido regional na Cornualha que promove o nacionalismo da Cornualha. 

### Irlanda do Norte independente

Mapa da Irlanda do Norte (amarelo escuro) dentro do Reino Unido

A independência é uma visão marginal na Irlanda do Norte, mas tem sido apoiada por grupos como o Ulster Third Way e algumas facções da Ulster Defence Association. No entanto, não é apoiado por nenhum dos partidos políticos representados na Assembleia da Irlanda do Norte, nem pelo governo do Reino Unido ou pelo governo da República da Irlanda. 

### Londres

Mapa da Grande Londres na Inglaterra

A independência de Londres, às vezes abreviada para Londependence,  refere-se a uma crença que favorece a independência total de Londres como uma cidade-estado, separada do Reino Unido.

### Norte da Inglaterra

Mapa do norte da Inglaterra (vermelho) dentro da Inglaterra

"Independência do Norte" refere-se a uma crença que favorece a independência do Norte da Inglaterra. A divisão Norte-Sul é de significativa importância política e cultural na Inglaterra.  

### Órcades e Shetland

Mapa das Ilhas Órcades na Escócia

Em julho de 2023, o Conselho de Órcades anunciou que iria procurar acordos constitucionais alternativos, incluindo a alteração do seu estatuto no Reino Unido ou a saída do Reino Unido para se associar à Noruega.  
Um movimento chamado Wir Shetland foi lançado em outubro de 2015  para se separar do resto da Escócia em favor de se tornar uma Dependência da Coroa ou um Território Ultramarino Britânico, como um meio de alcançar maior autonomia para as Ilhas Shetland. 
Em Setembro de 2020, o Conselho das Ilhas Shetland votou a favor da exploração de opções para "autodeterminação financeira e política", afirmando que a dependência das ilhas da Escócia estava "ameaçando seriamente a prosperidade, e até mesmo a sustentabilidade básica, das Shetland como comunidade". 

### Outras partes da Inglaterra
Yorkshire, Mércia (Midlands), Wessex (extremo sul da Inglaterra) e Northumbria (centrada no nordeste da Inglaterra) são outras áreas consideradas pela mídia como áreas potenciais para separação antes do referendo de independência da Escócia de 2014. 